# Zeggeviltmollisia
De zeggeviltmollisia (Mollisia asteroma) is een schimmel uit de familie Mollisiaceae. Hij leeft saprotroof op stengels van zegge (Carex).

## Kenmerken
De apothecia zijn schijfvormig en hebben een diameter van 0,1 tot 0,2 mm. Ze zijn crème, grijs met een witachtige rand, rustend op een dun bruin subtilum.

## Verspreiding
In Nederland komt de zeggeviltmollisia zeer zeldzaam voor.